# Мадона деле Грације (Авелино)
Мадона деле Грације је насеље у Италији у округу Авелино, региону Кампанија.
Према процени из 2011. у насељу је живело 486 становника. Насеље се налази на надморској висини од 346 м.